# Charles Corvisart
Pour les autres membres de la famille, voir Jean-Nicolas Corvisart.
Charles Pierre René Victor Scipion Corvisart (1857-1939) est un général français dont le nom est associé à la Première Guerre mondiale.

## Biographie
Petit-neveu du médecin personnel de Napoléon Ier, Jean-Nicolas Corvisart, fils du baron François Rémy Lucien Corvisart (1824-1882), lui-même médecin du service de santé impérial, médecin ordinaire adjoint au Premier médecin de Napoléon III, Henri Conneau, en 1852, fait baron en 1867 par réversion du titre que portait son cousin, Charles Scipion Corvisart (1790-1866), neveu et fils adoptif de Jean-Nicolas Corvisart, après sa mort, et de Berthe Césarine des Romains. Charles Corvisart est né au château de Saint-Cloud le 29 juin 1857. Il fut, avec le général Conneau, le compagnon de jeux du prince impérial.
Le 29 octobre 1877, il entre à Saint-Cyr, dont il sort dans l'arme de la cavalerie.
En 1883, il épouse Marie Bigon de la Prévoterie avec qui il aura trois enfants.
De janvier 1900 à juillet 1904, lieutenant-colonel et attaché militaire à la légation de Tokyo au Japon, il suit les opérations de la guerre russo-japonaise avec le capitaine Charles-Émile Bertin et apprend le japonais. C'est ainsi qu'il traduit et annote le Règlement du 14 octobre 1907 sur le service en campagne dans l'armée japonaise, suivi des prescriptions pour les manœuvres.
Puis, il quitte l'Asie pour occuper son poste, tout en restant accrédité auprès de la légation de France en Corée jusqu'en décembre 1908. Le 24 juin 1906, il est nommé colonel.
Le 28 juillet 1911, il est nommé général de brigade. Il commande une brigade de dragons lorsque la guerre éclate.
Le 8 février 1915, il est placé à la tête d'une brigade d'infanterie, puis, le 14 juin suivant, à la tête de la 123e division. Le 30 avril 1917 il est nommé au commandement du 16e corps d'armée. Le 1er octobre 1917, il est promu grand officier de la Légion d'honneur. Sa citation précise que le 20 août il a « enlevé avec les troupes sous ses ordres, dans un élan magnifique, les deux croupes du Mort-Homme, la côte de l'Oie, le bois des Corbeaux, Cumières et Regnéville ».

## Grades
- 28/07/1911 : général de brigade
- 25/11/1915 : général de division

## Décorations

### Décorations françaises
- : Grand Officier de la Légion d'honneur le 01/10/17
  - Commandeur le 27/04/16
  - Officier le 30/12/08
  - Chevalier le 10/07/99
- : Croix de guerre 1914-1918 2 palmes
- : Médaille interalliée de la Victoire
- : Médaille commémorative de l'expédition de Chine (1901)
- : Médaille commémorative de la Grande Guerre

### Décorations étrangères
- : Army Distinguished Service Medal[2] ( États-Unis)
- : Grand Officier de l'Ordre de la Couronne ( Italie)
  - Commandeur de l'Ordre de la Couronne
- : Chevalier commandeur de l'Ordre de Saint-Michel et Saint-Georges ( Royaume-Uni)

## Postes
- 28/07/1911 : en disponibilité.
- 19/08/1911 : inspecteur général du 5e arrondissement de gendarmerie.
- 11/10/1911 : commandant de la brigade de cavalerie du 3e corps d'armée (= 3 brigade de cavalerie) et des subdivisions de région de Bernay et d'Évreux.
- 01/10/1913 : commandant de la 11e brigade de dragons
- 08/02/1915 : commandant de la 8e brigade d'infanterie
- 14/06/1915 : commandant de la 123e division d'infanterie
- 30/04/1917 : commandant du 16e corps d'armée
- 26/08/1918 : en disponibilité.
- 02/09/1918 : attaché militaire à l'ambassade de France à Londres et chef de la mission militaire française au Royaume-Uni (II).
- 29/06/1919 : placé dans la section de réserve.
- 31/10/1919 : replacé dans la section de réserve.